# Trighügel
Der Trighügel ist ein 757 m hoher Hügel an der Oates-Küste des ostantarktischen Viktorialands. In den Bowers Mountains ragt er nordwestlich des Mount Belolikov auf.
Wissenschaftler der deutschen Expedition GANOVEX III (1982–1983) benannten ihn. Namensgebend ist der Umstand, dass der Hügel ihnen als Standort für trigonometrische Vermessungen diente.